# Livemocha
Livemocha (читається як лайвмока) — соціальна мережа для вивчення іноземних мов. Має понад 8,5 мільйонів членів зі 195 країн. Livemocha пропонує безплатні курси вивчення 38 мов та додаткові платні курси з 5 мов. Курси Livemocha містять базові дані з граматики, викладені у прикладах, вправи на читання та розуміння, інтерактивні рольові ігри (діалоги), письмові та усні вправи, тести тощо. Вивчення мов базується на взаємній допомозі користувачів один одному. Головний офіс компанії Livemocha, inc. знаходиться у Сіетлі. Ще в грудні 2017 р. Новий (самозайнятий) розробник вирішив відтворити життєву музику для продовження первинної концепції мережі, яка полягала в тому, щоб полегшити глобалізацію, легко навчаючи нові мови, тепер livemocha була відтворена як livemocha.co, соціальна мережа для мови навчання повністю вільне. тепер за допомогою програми android app Livemocha
Деякі відомі газети (зокрема The New York Times) відстежували процес створення мережі Livemocha з ранніх етапів її створення.
Згідно з даними John Cook's Venture Blog, Livemocha стала найбільшим стартапом у Сіетлі восени 2007 року. 2008 року тодішній директор мережі Ширіш Надкарні заявив, що вона має понад 2 мільйони користувачів з 200 країн світу. 8 червня 2010 року новим керівником сайту став Майкл Шуцлер.
Нині Livemocha пропонує уроки з вивчення таких мов (у порядку додання мов до проєкту):
- Американська англійська
- Іспанська (класична)
- Перська
- Французька
- Гінді
- Німецька
- Італійська
- Японська
- Бразильська португальська
- Російська
- Путунхуа (китайська)
- Ісландська
- Корейська
- Арабська
- Турецька
- Польська
- Українська
- Європейська португальська
- Грецька
- Голландська
- Естонська
- Румунська
- Болгарська
- Фінська
- Угорська
- Хорватська
- Чеська
- Словацька
- Урду
- Каталанська
- Шведська
- Іврит
- Есперанто
- Індонезійська
- Латиська
- Литовська
- норвезька (букмол)
- Сербська

Також є можливість проголосувати за додання нових мов до проєкту.
Доступні додаткові платні курси з таких мов:
- Американська англійська
- Іспанська (класична)
- Французька
- Італійська
- Німецька